# Càtedra Saviliana

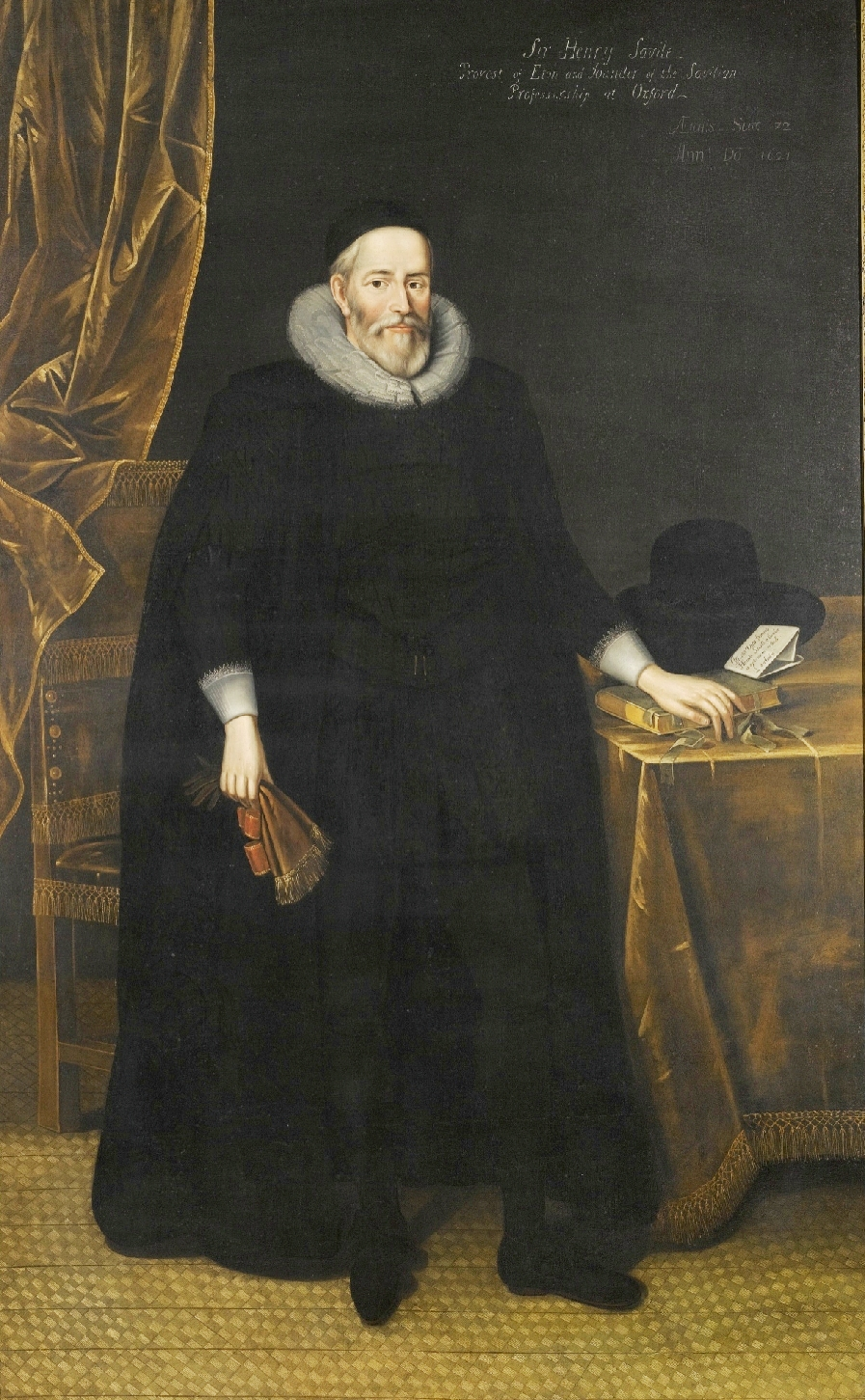
Pintura de Henry Savile.

Les dues Càtedres Savilianes (Savilian chairs en anglès), una de Geometria i l'altra d'Astronomia, de la Universitat d'Oxford, van ser creades el 1619 pel matemàtic britànic Henry Savile, qui les va dotar d'uns estatuts que obligaven els seus titulars en una sèrie de deures de recerca i docència.
Henry Savile, que va ser un gran intel·lectual, warden del Merton College i provost del Eton College, a més d'un prestigiós professor de matemàtiques, les va crear com a reacció al que ell considerava miserable estat de l'estudi de les matemàtiques a Anglaterra en el seu temps. Aquesta fundació va ser un dels fets més influents en la llarga tradició de les Matemàtiques a Oxford, perquè a través d'aquestes càtedres es va anar passant de generació en generació, una forma molt estricta d'estudiar i ensenyar les matemàtiques.
Durant un llarg període després de la seva fundació, les dues càtedres van ser més o menys intercanviables, de tal forma que, quan es produïa una vacant, es buscava el personatge més prominents en qualsevol camp de les matemàtiques o de l'astronomia per ocupar qualsevol de les càtedres que hagués quedat vacant. A partir del segle xix, ja no va ser així. Fins i tot va haver professors que van simultaniejar la titularitat d'una d'aquestes càtedres amb la càtedra sedleina (de Física) creada uns anys més tard, com, per exemple, el professor Thomas Hornsby. O grans matemàtics, com Hardy (savilian de Geometria), que no va escriure ni una sola línia sobre geometria: la seva especialitat era la teoria de nombres.
Els primers professors savilians van ser Henry Briggs (Geometria) i John Bainbridge (Astronomia), per aquestes càtedres han passat excel·lents matemàtics, astrónoms i arquitectes com Christopher Wren, John Wallis, Edmond Halley, Godfrey Harold Hardy.
Els titulars actuals (2014) de les càtedres són Nigel Hitchin (Geometria des de 1997) i Steven Balbus (Astronomia des de 2012).